# Višňová, Příbram
Višňová là một làng thuộc huyện Příbram, vùng Středočeský, Cộng hòa Séc.